# Amphithalea oppositifolia
Amphithalea oppositifolia är en ärtväxtart som beskrevs av Harriet Margaret Louisa Bolus. Amphithalea oppositifolia ingår i släktet Amphithalea och familjen ärtväxter. Inga underarter finns listade i Catalogue of Life.